# شانغهاي شاركس
شانغهاي شاركس (بالصينية: 上海哔哩哔哩篮球俱乐部) هو فريق كرة سلة صيني تأسس في سنة 1996 يقع مقره في شانغهاي. يلعب في الرابطة الصينية لكرة السلة.

## الإنجازات
الرابطة الصينية لكرة السلة
البطولة (1): 2001–02
الوصافة (2): 1999–2000، 2000–01
كأس ميرليون
البطولة (1): 2016

## أبرز اللاعبين
من أبرز اللاعبين الذين لعبوا معه:
- تشنغ تشي لانغ
- ديفيد بينوا
- ديفين غرين
- جارت سايلر
- جيمر فرديت
- ياو مينغ

## وصلات خارجية
- الموقع الرسمي